# Gaikai
Gaikai（ガイカイ、由来は日本語の「外海」）とはクラウドかウェブページとインターネット接続デバイスのデモゲームやアプリケーションを直接経由してハイエンドパソコンやゲーム機のゲームをプレイするクラウド型ゲームサービス（クラウドゲーミング）である。2012年7月2日、ソニー・コンピュータエンタテインメントが3億8000万ドルでの買収と新たなクラウド型ゲームサービス計画に正式合意したと発表した。

## サービス
Gaikaiのストリーミングサービスはゲーム関連のウェブサイトやマイクロサイト、Facebookのようなソーシャルメディアサイトか特定の製品（携帯機器やデジタルテレビ）のどちらかをメーカーによる決定で組み込むことができる。ユーザーはゲームにアクセスするために登録が必要なオンラインポータルへの移動やソフトウェアをダウンロードする必要がない。
オープンプラットフォームと広告ネットワークモデルの運営でクラウドゲーミングサービスを実現しており、広告はデモの終わりに表示され、利用者はゲームや製品を地元の販売店かオンラインストアかDirect to Driveダウンロードサービスの何処で買うかを判断できる。オープンプラットフォームはゲーム全編をパソコンやデジタルテレビ、タブレット、スマートモバイルデバイスにストリーミングできるようにしている。
Gaikaiの専有技術は一部ウェブブラウザ内で既にインストールされたJavaやAdobe Flashで動作するが、2012年のGoogle I/OでGaikaiはプラグインを使わないデモンストレーションとしてGoogle Native Client (NaCL)でサービスを動作させた。GDC San Francisco 2010で上映されたサービスのデモビデオではコール オブ デューティ4 モダン・ウォーフェア、World of Warcraft、EVE ONLINE、Spore、マリオカート64、Adobe PhotoshopがAdobe Flash playerで動作していた。2010年5月には自社のゲームストリーミング技術を使いWorld of WarcraftをiPadで動作させるデモンストレーションを行った。推奨されるインターネット通信速度は5 Mbit/s以上で最小動作環境は3 Mbit/sとなっている。
2011年2月27日、Gaikaiの国際的サービスが正式にスタートしDead Space 2、ザ・シムズ3、Spore、Mass Effect 2が配信された。
Gaikaiアフィリエイトネットワークは2011年6月2日にスタートし、同年後期には毎月のアクティブユーザーが1000万人に達した。ネットワークに入っているウェブサイトは組み込まれた広告を通じてハイエンドPCゲームを配信することや、無料でデモをプレイしたユーザーにゲームを配信したことによる販売収入の一部を取引できる。
2011年末、GaikaiはYouTubeや、エレクトロニック・アーツのOrigin、ユービーアイソフトのUBIShopに対応した。
2012年4月、Facebookに組み込まれたサービスをスタートした。これによりFacebookのキャンバスから直接ゲームが配信されるようになった。
同年5月、Gaikaiは初のモバイルタブレット対応としてWikiPadにゲームを配信する事を発表した。
同年6月、サムスンはGaikaiのクラウドゲーミングで自社のハイエンドLEDスマートテレビにAAAゲームを配信することを発表した。
Gaikaiは現在北米、欧州でサービスを行なっているがアジアでも行う計画がある。
2012年7月2日、ソニー・コンピュータエンタテインメントはGaikaiを3億8000万ドルで買収することで合意したと発表した。
2014年1月7日、ラスベガスで開催されたCESで、PlayStationコンテンツのクラウド型ゲームサービスが、PlayStation Nowという名称で正式発表された。PlayStation 3とPlayStation 2のゲームを提供する。2014年夏に開始予定。

## 提携
- 2010年7月17日: エレクトロニック・アーツ[29]
- 2010年7月20日: インテル[30]
- 2010年7月20日: ライムライト・ネットワークス（英語版）[31]
- 2011年3月8日: Video Games Blogger[32]
- 2011年4月5日: Bigfoot Networks[33]
- 2011年6月2日: The Escapist（英語版）[34]
- 2011年6月8日: Gamer4Eva
- 2011年6月8日: ユーロゲーマー[35]
- 2011年6月21日: ウォルマート[36]
- 2011年7月5日: カプコン[37]
- 2011年8月22日: CD Projekt[38]
- 2011年10月11日: レベルスリー・コミュニケーションズ[39]
- 2011年10月20日: YouTube[40]
- 2012年1月4日: ベスト・バイ[41]
- 2012年1月4日: ユービーアイソフト[42]
- 2012年1月10日: LG[43]
- 2012年1月12日: Green Man Gaming[44]
- 2012年3月2日: GAME（英語版）[45]
- 2012年3月8日: ワーナー・ブラザース[46]
- April 30, 2012: Gamesload[47]
- 2012年5月2日: WikiPad[48]
- 2012年5月15日: Nvidia[49]
- 2012年5月15日: Meteor Entertainment[50]
- 2012年5月22日: オートデスク[51]
- 2012年6月4日: En Masse[52]
- 2012年6月5日: サムスン[53]
- 2012年6月6日: Machinima[54]

## 投資者
Gaikaiはインテルキャピタル、ライムライト・ネットワークス、ラスティックキャニオンパートナーズ、ベンチマークキャピタル、トリプルポイントキャピタルから出資を受けている。